# John Ford (dramatiker)
John Ford, född (döpt den 17 april) 1586 i Ilsington i Devonshire, död omkring 1640, var en engelsk författare av en rad skådespel. Han var farbror till Henry Ford.
Ford blev 1602 advokat vid "Middle Temple" och återvände 1639 från London till sin hemort.
Av Fords skådespel märks The lover's melancholy (1628), det våldsamt skakande sorgespelet 'Tis pity she's a whore (tryckt 1633), den vemodigt romantiska tragedin The broken heart och Love's sacrifice (tryckta samma år) samt det om Shakespeares "Chronicle plays" och Marlowes "Edward II" erinrande, fast byggda historiska skådespelet Perkin Warbeck (1634).
I samarbete med Dekker och Rowley skrev han, troligen omkring 1621, The witch of Edmonton (tryckt 1658); flera av honom skrivna tragedier är förkomna. Fords arbeten utgavs samlade av Gifford (2 band, 1827; reviderad upplaga i 3 band av Alexander Dyce, 1869) samt i urval senare av Havelock Ellis (i Mermaid series). En intressant skildring av honom finns i Algernon Swinburnes Essays and studies (1875).